# Gäddtjärnen (Mora socken, Dalarna, 676698-145059)
Gäddtjärnen är en sjö i Mora kommun i Dalarna och ingår i Dalälvens huvudavrinningsområde.